# Guerra de la Independència de Letònia
La Guerra de la Independència de Letònia, també coneguda com la Guerra de l'Alliberament de Letònia van ser una sèrie de conflictes militars a Letònia entre el 5 de desembre de 1918 i l'11 d'agost de 1920 entre la República de Letònia i la República Soviètica de Rússia. La guerra va enfrontar el govern de Letònia, que tenia el suport d'Estònia, Polònia i els part dels Aliats de la Primera Guerra Mundial, especialment el Regne Unit, contra els bolxevics integrats en l'efímera RSS Letònia, amb el suport rus. Els alemanys bàltics i la seva noblesa van intrigar durant part de la guerra per aconseguir el domini germànic de Letònia, missió en la qual van fracassar. Alguns episodis del conflicte s'engloben també en la Guerra poloneso-soviètica i la Guerra Civil Russa.
La guerra es va acabar amb la firma del tractat de Riga en el qual els soviètics reconeixien la Independència de Letònia.

## Desenvolupament del conflicte
Les línies del front van patir diverses modificacions especialment al llarg al llarg de 1919:

6 de març de 1919
16 d'abril de 1919
22 de juny de 1919
11 de novembre de 1919